# Windows Live OneCare
Windows Live OneCare （ウィンドウズ ライブ ワンケア）とは、マイクロソフトが開発していたインターネットセキュリティスイートである。2007年（平成19年）1月30日にWindows Vistaと並行して発売された。
無償のセキュリティソフトウェアMicrosoft Security Essentials をリリースする計画のため、2009年（平成21年）6月30日に小売販売が終了した。マルウェアの定義ファイルの提供自体は、Windows Live OneCare 購読中は継続して行われる。
2011年（平成23年）4月12日にサポートが終了した。

## 特徴

### プロテクト プラス
常時実施されている保護対策である。
- マルウェアからの保護
- パーソナル ファイアウォールでの双方向の通信制御
- フィッシング詐欺からの保護
- Windows Live Messenger と MSN Messenger のファイル走査

### パフォーマンス プラス
定期的なシステム改善対策である。
- デフラグメンテーション
- Microsoft Update によるシステムの更新プログラムの確認
- 不要なファイルの削除
- マルウェア検索
- ファイルのバックアップ

### バックアップと復元
定期的なシステムのデータ保護対策である。
- ファイルのバックアップと復元
- 外部接続のハードディスクに、新規作成したファイルや更新データなどを自動的にバックアップし保存
- 複数のハードディスクがない場合でも、CD · DVD · ネットワークに接続された別のコンピュータ · USB ストレージ機器にバックアップ可能

### その他
- 「OneCare サークル」による複数の PC の管理
- 1か月毎の保護内容の報告
- 定義ファイルの自動更新
- 1ライセンスにつき3台まで利用可能

### 評価
発売当初はウイルス検知率が低く、使い物にならないという意見が目立ったが、バージョン2.0のリリースにより大幅な改善がなされ、こういった意見も少なくなった。また、CPUに与える負荷が他ソフトに比べ低くトラブルも少ないため、利用者も増えている。しかし現在、未知のウイルスを検出する技術である「ヒューリスティックスキャン」が搭載されていないため、今後の改善が期待されている。

## Windows Live OneCare for Server
小規模オフィス向けのサーバーや、ネットワーク上にあるコンピュータの保護対策として2008年（平成20年）9月に最初にリリースされた。対象ではないオフィス環境向けには「Microsoft Forefront Client Security」が用意されている。64ビット版の Windows Server 2008 Standard · Windows Small Business Server 2008 (Standard Edition, Premium Edition) がサポートされている。